# T'aimer est mon destin
Pour plus de détails, voir Fiche technique et Distribution.
T'aimer est mon destin (titre original : Amarti è il mio destino) est un film italien réalisé par Ferdinando Baldi, sorti en 1957.

## Synopsis
Florence, 1870. Rome vient de devenir la nouvelle Capitale d'un Royaume d'Italie enfin unifié. Dans cette euphorie générale, l'histoire d'un homme. Amoureux, il le sera jusqu'à l'orée du XXe siècle, jusqu'à la mort de Garibaldi. Mais elle ne l'aimera jamais. L'histoire d'un destin brisé dans une nation nouvelle, entre espoir, rêveries, et une chute inexorable vers la plus cruelle des choses : la réalité.

## Fiche technique
- Titre français : T'aimer est mon destin
- Titre original : Amarti è il mio destin
- Réalisation : Ferdinando Baldi
- Scénario : Ferdinando Baldi, Gian Paolo Callegari, Tiziano Longo,  d'après une histoire de Teresa Ferrone
- Photographie : Oberdan Troiani
- Montage : Paolo Bartolini
- Musique : Salvatore Allegra
- Son Ivo Benedetti
- Décors : Oscar D'Amico
- Producteur :
- Société de production : Aquila Cinematografica, Filmonde
- Distribution : Filmar
- Pays d'origine :  Italie
- Langue : Italien
- Format : Noir et blanc — Son : Mono
- Genre : Comédie dramatique
- Durée : 97 minutes
- Dates de sortie : 
  -  Italie : 1957

## Distribution
- Narciso Parigi : Roberto
- Lyla Rocco : Anna
- Maria Pia Casilio : Maria
- Franca Rame : Jessica Blaine
- Luigi Tosi : don Giovanni
- Enzo Fiermonte : Juan
- Guido Celano : Franco Albonetti
- Carlo Lombardi : Le comte Fabrizi
- Cristina Pall : Marta
- Silvio Bagolini : Danny
- Franco Balducci : Piero
- Nando Angelini : Allyson
- Augusto Del Genovese
- Carlo Marrazzini
- Maria Annunziata Falcini : Bambina
- Johnny Adlesberger : Bambino
- Bariman : L'accordéoniste
- Amedeo Trilli